# UFC 258
UFC 258: Usman vs. Burns fue un evento de artes marciales mixtas producido por Ultimate Fighting Championship que tuvo lugar el 13 de febrero de 2021 en las instalaciones del UFC Apex en Enterprise, Nevada, parte del área metropolitana de Las Vegas, Estados Unidos.

## Antecedentes
Un combate por el Campeonato de Peso Wélter de la UFC entre el actual campeón Kamaru Usman (también ganador de The Ultimate Fighter: American Top Team vs. Blackzilians) y Gilbert Burns sirvió como cabeza de cartel del evento. El dúo estaba previamente programado para enfrentarse en julio de 2020 en UFC 251. Sin embargo, se anunció el 3 de julio que Burns fue retirado de la contienda después de que él y su entrenador, Greg Jones, dieran positivo por COVID-19. También fueron brevemente apuntados para encabezar UFC 256, pero Usman se retiró citando más tiempo necesario para recuperarse de lesiones no reveladas.
Un combate de Peso Medio entre el ex retador interino del Campeonato de Peso Medio de la UFC Kelvin Gastelum (también ganador del peso medio de The Ultimate Fighter: Team Jones vs. Team Sonnen) e Ian Heinisch se esperaba originalmente en un evento previsto para el 30 de enero. Sin embargo, la UFC optó por no celebrar un Fight Night en esa fecha y reprogramó el combate para esta tarjeta.
Se esperaba un combate de peso medio entre el cinco veces Campeón Mundial de Jiu Jitsu Brasileño Rodolfo Vieira y Anthony Hernandez en UFC Fight Night: Holloway vs. Kattar. Sin embargo, Hernandez se retiró debido a una prueba positiva de COVID-19 y se reprogramó para este evento.
También se esperaba la revancha del Peso Gallo entre Pedro Munhoz y Jimmie Rivera en la fecha prevista del 30 de enero. Anteriormente se enfrentaron en UFC Fight Night: Belfort vs. Henderson 3 en noviembre de 2015, cuando Rivera ganó por decisión dividida. El emparejamiento fue entonces reprogramado para UFC on ESPN: Chiesa vs. Magny, antes de ser movido una vez más, ya que fueron reservados para este evento debido a razones no reveladas. Durante la semana previa al evento, el combate se retrasó de nuevo debido a una prueba positiva de COVID-19 para alguien dentro de los dos campos. Se espera que el emparejamiento permanezca intacto y se espera tentativamente que tenga lugar dos semanas después en UFC Fight Night: Rozenstruik vs. Gane.
Originalmente se esperaba que un combate de Peso Wélter entre Dhiego Lima y Belal Muhammad tuviera lugar en diciembre de 2020 en UFC Fight Night: Thompson vs. Neal. Sin embargo, Muhammad fue diagnosticado con COVID-19 durante la semana previa al evento y el combate fue desechado. El emparejamiento quedó intacto y tuvo lugar en este evento.
En el evento tuvo lugar un combate de Peso Pluma entre Brian Kelleher y Ricky Simón. El emparejamiento ha sido programado y cancelado dos veces antes. Primero, en septiembre de 2020 en UFC Fight Night: Overeem vs. Sakai, pero el esquinero de Simón dio positivo por COVID-19 y se vio obligado a retirarse del evento. El emparejamiento fue entonces reprogramado para UFC on ABC: Holloway vs. Kattar, pero esta vez Kelleher dio positivo y fue retirado del combate.
En este evento estaba prevista la revancha de Peso Medio entre el ex Campeón de Peso Medio de la UFC Chris Weidman y Uriah Hall. Se enfrentaron anteriormente en septiembre de 2010 en un evento de Ring of Combat por el título de Peso Medio de la organización, con Weidman ganando por TKO. Sin embargo, Weidman fue retirado del evento a finales de enero debido a una prueba positiva de COVID-19. Se espera que el emparejamiento se mantenga intacto y se reprograme para que tenga lugar en UFC 261.
Para este evento se programó un combate de Peso Ligero entre Bobby Green y Jim Miller. El emparejamiento se organizó previamente para UFC 172 en abril de 2014, pero Green se retiró de ese combate citando una lesión en el codo. El combate se canceló de nuevo porque Green se desmayó después de los pesajes y fue considerado no apto para competir.
Para este evento estaba previsto un combate de Peso Mosca Femenino entre Gillian Robertson y Miranda Maverick, pero se canceló el día del evento después de que Robertson sufriera una enfermedad no relacionada con el COVID.

## Resultados
1. ↑  Por el Campeonato de Peso Wélter de la UFC.

## Premios de bonificación
Los siguientes luchadores recibieron bonificaciones de $50000 dólares.
- Pelea de la Noche: No se concedió ninguna bonificación.
- Actuación de la Noche: Kamaru Usman, Julian Marquez, Anthony Hernandez y Polyana Viana